# 꽁꽁
꽁꽁은 애니메이션 빼꼼의 등장인물이다.
해외판 이름은 로이드(Lloyd)이다.

## 소개
수컷 펭귄으로, 씩씩하고 의젓한 성격이며, 간섭받는 것을 매우 싫어한다. 귀여운 모습과는 달리 다혈질인 성격으로 보인다.
친구들(빼꼼, 후다닥)과는 도도를 제외하고 앙숙 관계지만, 빼꼼과 라이벌일 정도까지는 아니다.

## 행적
※ 첫 등장한 에피소드만 작성한다.

### 1기
다이빙: 빼꼼이 먹으려는 음식을 먼저 먹으려는 것으로 첫 등장. 음식을 먹으려는데 빼꼼에게 빼앗겨버렸다. 빼꼼이 긴 의자에서 쉬고 있는데 빼꼼 몰래 다이빙을 한다. 빼꼼도 다이빙을 하러 가나 빼꼼보다 먼저 두 번째로 다이빙하여 빼꼼을 놀라게 만들었다. 빼꼼과 다이빙대에서 추격전을 벌인 후, 꼭대기에서 빼꼼을 약올려보다가 빼꼼이 다이빙대에 충격을 줘 추락해 물로 빠져버린다.

### 2기
헬스클럽 2: 그의 여친인 도도가 빼꼼이 운동하는 것을 본 후에 반해버리는데, 빼꼼이 아니고 꽁꽁에게 간 것이었다. 그러나 빼꼼은 바벨로 헬스클럽 건물의 바닥을 파손해 날아갔다.

### 3기
탁구: 빼꼼과 탁구를 하던 중, 빼꼼이 자신이 느리게 친 탁구공을 치기 위해 갑자기 뛰어들다가 탁구대를 깔아뭉개고 말았다. 이로 인했는지 빼꼼도 탁구대 사이에 끼었다.

### 게임
게임 내에선 자신이 모티브로 보이는 아기 펭귄들이 등장한다. 빼꼼이 불량식품, 학교에서의 안전사고, 방탈출을 통한 위험한 상황으로부터 구출해야 하는 캐릭터이기도 하다.

## 기타
- 2기부터 담당한 성우인 박상호는 예명이 박태호인 박상호 성우와 동명이인이다.
- 1기에서 간혹 오리처럼 꽥꽥 소리를 냈다. 다만 어른 오리가 아닌 변성기가 오지 않은 어린 오리의 울음소리를 낸 것이다.
- 자신의 앙숙으로 지내는 친구 중 북극곰인 빼꼼에 비해 몸집이 작다.
- 1등 기질이 있다. 달리기 에피소드 한정으로 달리기 경주의 참가자 중 한 명으로 등장하여 1등으로 도착한다.